# Vladimir Lissitsin
Vladimir Lissitsin   (Semei, 9 de novembre de 1938 - Moscou, 8 d'agost de 1971) fou un futbolista kazakh de la dècada de 1960.
Disputà un partit amb la selecció de la Unió Soviètica davant l'Uruguai el 20 de maig de 1964.
Pel que fa a clubs, defensà els colors de PFC CSKA Moscou, FC Dinamo Moscou, FC Spartak Moscou i FK Kairat Almaty.
Fou entrenador assistent de FC Spartak Semipalatinsk el 1971.